# Старый Калдаис
Старый Калдаис — река в России, протекает по Ульяновской и Пензенской областях. Левый приток Инзы.

## География
Река Старый Калдаис берёт начало юго-восточнее города Никольска Пензенской области. Течёт на северо-восток и впадает в реку Инзу южнее города Инза Ульяновской области. Устье реки находится в 68 км от устья Инзы. Длина реки составляет 24 км, площадь водосборного бассейна — 185 км².

## Данные водного реестра
По данным государственного водного реестра России относится к Верхневолжскому бассейновому округу, водохозяйственный участок реки — Сура от Сурского гидроузла и до устья реки Алатырь, речной подбассейн реки — Сура. Речной бассейн реки — (Верхняя) Волга до Куйбышевского водохранилища (без бассейна Оки).
Код объекта в государственном водном реестре — 08010500312110000036531.